# Jánosi György (író)
Jánosi György (Beregszász, 1889. február 8. – Szekszárd, 1966. április 29.) református lelkész, író, egyházmegyei főjegyző.

## Élete
Jánosi György iparos, harangöntő kézműves és Kaskóczi Terézia fia. Szegény családból származott, édesapját korán elvesztette, anyja tíz gyermekkel maradt egyedül. Jánosi György saját erejéből végezte tanulmányait, gimnazistaként a vakáció alatt napszámosként dolgozott, hogy családja anyagi helyzetén segíteni tudjon. Miután elvégezte iskoláit, segédlelkész lett Monyoródon. 1914. június 30-án Beregszászon vette nőül Csiszár Ilonát, négy gyermekük született. 1918-ban előbb Bölcskén volt lelkész, majd 1918. szeptember 22-én a Tolna vármegyei Váraljára választották meg, állását 1919. március 21-én foglalta el. Az első világháború során tábori lelkészként szolgált. Újságíróként több vezércikket, verseket, elbeszéléseket írt. A Protestáns Egyházi és Iskolai Lap, az első világháború idején a református Katonák Lapja, majd a Bereg, a Nagykőrös és Vidéke, a Tolnamegyei Újság, a Tolnamegyei Iparos Hírlap munkatársa, utóbbinak főszerkesztője is volt. A kaposvári székhelyű Berzsenyi Társaságnak is tagja volt. 1953-ban, amikor Sztálin meghalt, bevonatta a református templom tetejéről a gyászlobogót. 1953 márciusa és augusztusa között az ÁVH fogságában volt. 1954. január 15-én kényszernyugdíjazták.
Kéziratban vannak regényei, körülbelül 20 színdarabja, versei, elbeszélései, imái és prédikációi. A műkedvelők előadták néhány színművét.
Álnevei: Georgius, Markos Pál, Dervis, Tass.

## Művei
- Seholsincsország. Budapest, Athenaeum, 1935
- Tuntematon maa. Helsinki, Gummerus, 1937. (A Seholsincsország finn kiadása)
- Liplop Pali. Budapest, Athenaeum, 1939
- A szomjúfalvi tanítóválasztás: Derűs színjáték a magyar falu életéből egy felvonásban. Kókai Lajos Kiadása, Budapest, 1941.
- A láthatatlan szélmalom. Athenaeum.
- A holdak szigete. Budapest, Athenaeum, 1944